# Cella Thoma

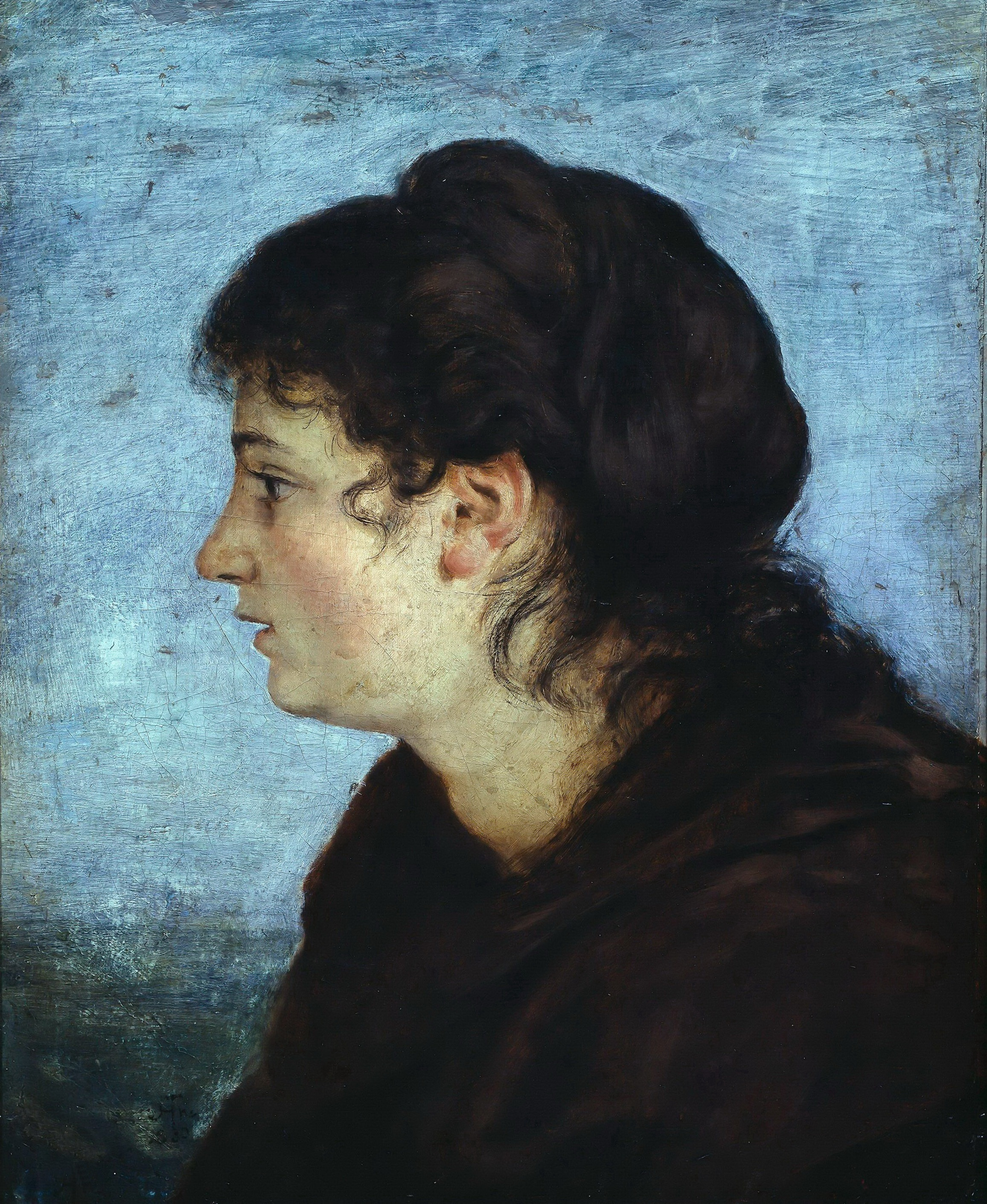
Hans Thoma: Porträt von Cella Thoma 1880

Bonicella (Cella) Thoma geb. Berteneder (* 14. April 1858 in Landshut oder München; † 23. November 1901 in Konstanz) war Malerin und Ehefrau des Malers Hans Thoma.

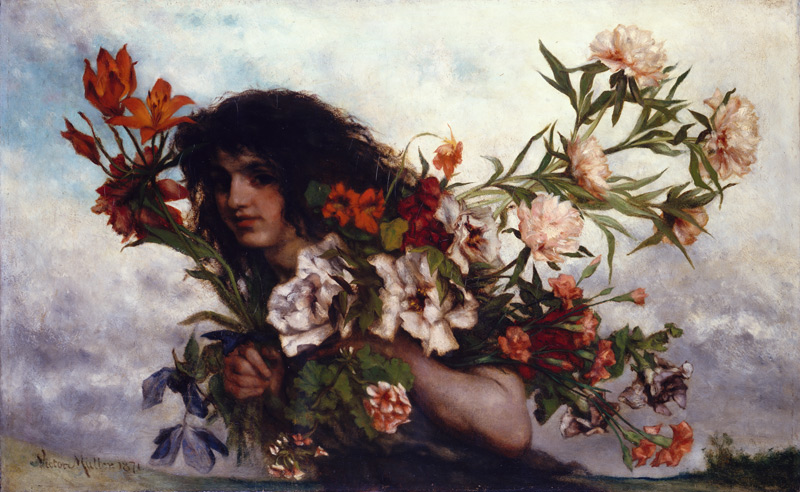
Victor Müller: Blumenmädchen 1871, mit Cella Berteneder als Modell

## Leben
Cella Thoma stammte aus einer Bauern- und Handwerkerfamilie und war seit 1869 Modell des Malers Victor Müller in dessen Münchner Atelier. Dort lernte sie Hans Thoma kennen; sie wurde alsbald dessen Modell und, ein Jahr später, Malschülerin. Am 19. Juni 1877 heiratete sie Thoma in Säckingen und bezog mit ihm und dessen Mutter und Schwester Agathe eine Wohnung in Frankfurt/Main. Da die Ehe kinderlos blieb und Cella sich um ihre Nichte Ella sorgte, wurde diese von beiden 1878 adoptiert. Gemeinsam siedelten die vier 1899 nach Kronberg im Taunus, wo Thoma Mitglied der dortigen Malerkolonie wurde. Als Thoma 1901 einen Ruf nach Karlsruhe erhielt, wurde die Wohnung aufgegeben. Cella wohnte nur kurze Zeit in Karlsruhe, da sie im selben Jahr während einer Reise in Konstanz den Folgen einer Blinddarmentzündung erlag.

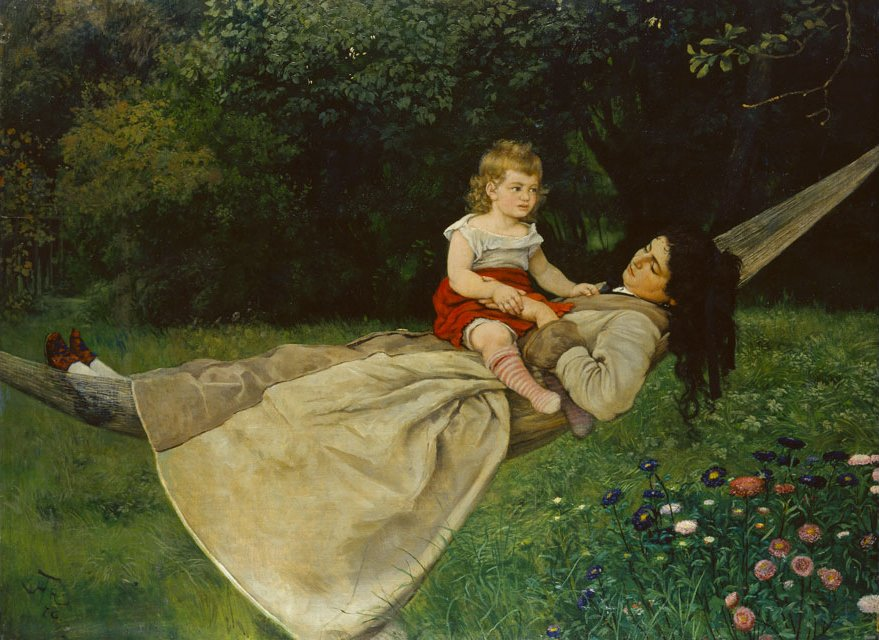
Hans Thoma, Frau mit Kind in der Hängematte, 1896 (Cella Thoma mit Nichte/Adoptivtochter Ella; das Motiv ist älter als das Bild)

Cella Thoma widmete sich auch nach der Heirat der Kunst und war als Blumen- und Stilllebenmalerin bekannt. 
Am 23. November 1901 starb Cella Thoma mit 43 Jahren in Konstanz.

## Werke (Auswahl)
- 1875: Alpenrosen, Öl auf Papier
- 1878: Stillleben mit Früchten und zwei Gläsern, Öl auf Leinwand, 30 × 37 cm[4]
- 1880: Früchtestillleben
- Stillleben mit Gemüse und Früchten, Öl auf Papier auf Holz, 48 × 76 cm[5]
- Blütenzweige im Henkelkorb
- Rosenstillleben
- Anemonen

Alpenrosen, 1875
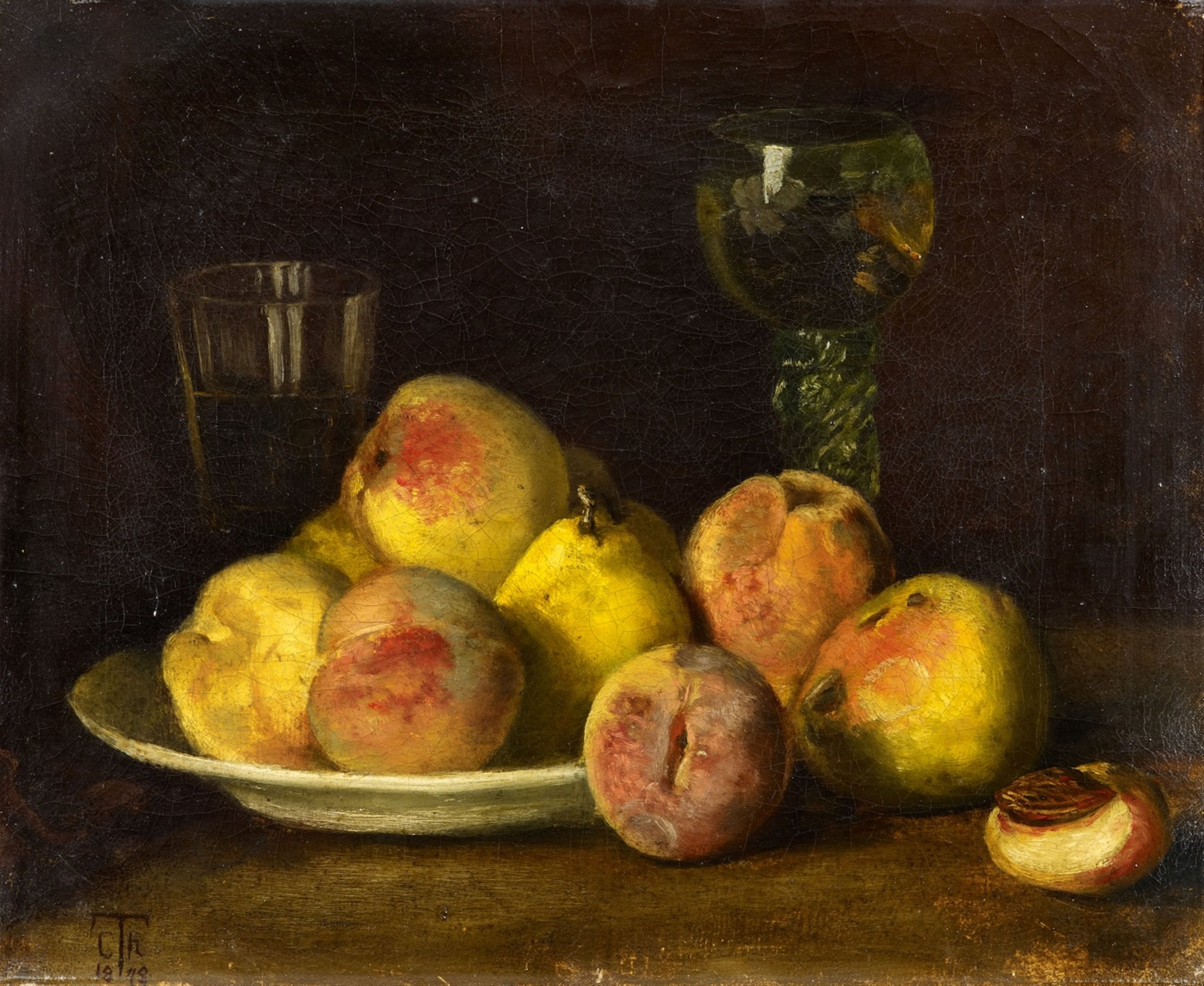
Stillleben mit Früchten und zwei Gläsern, 1878
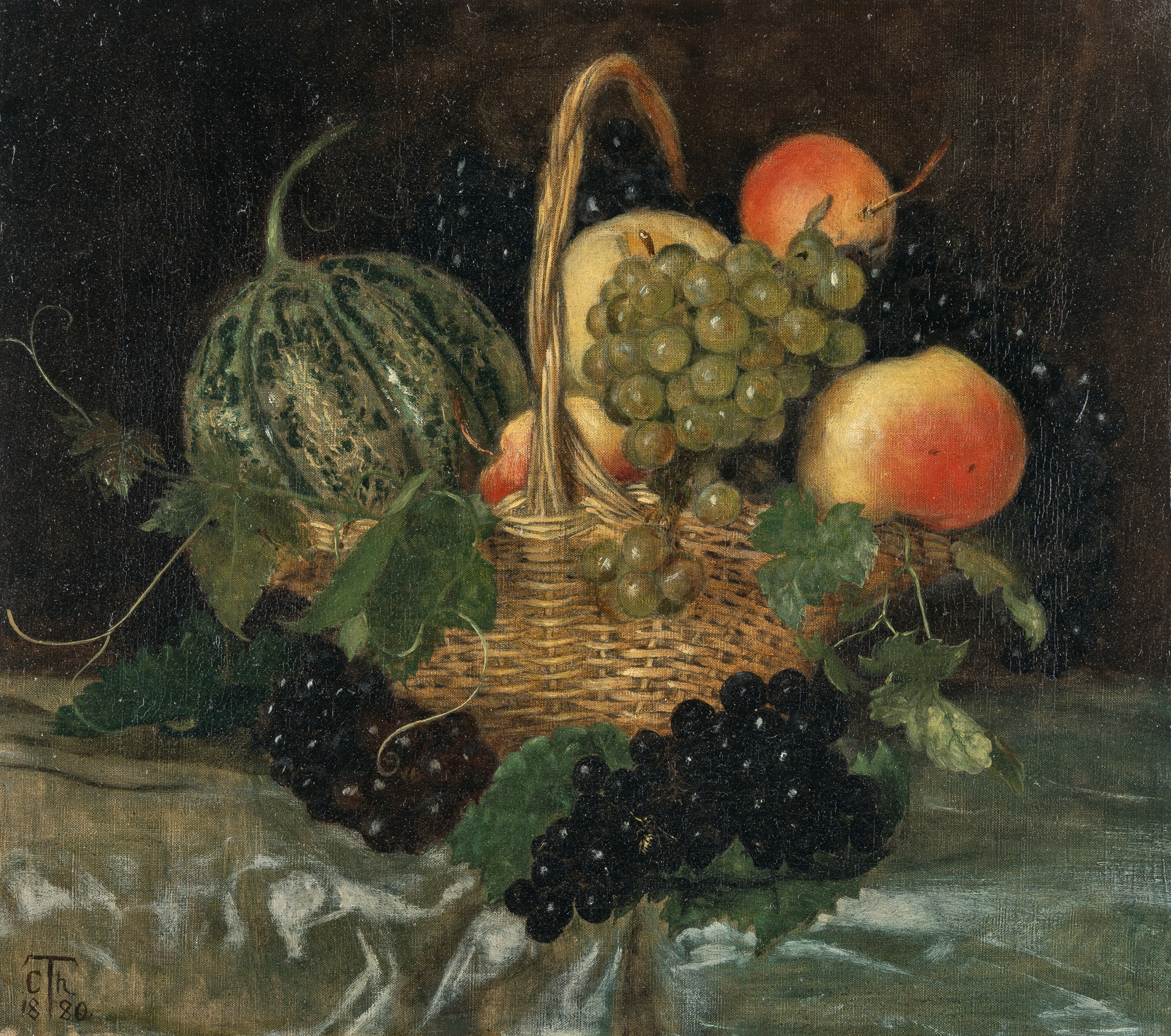
Früchtestillleben, 1880
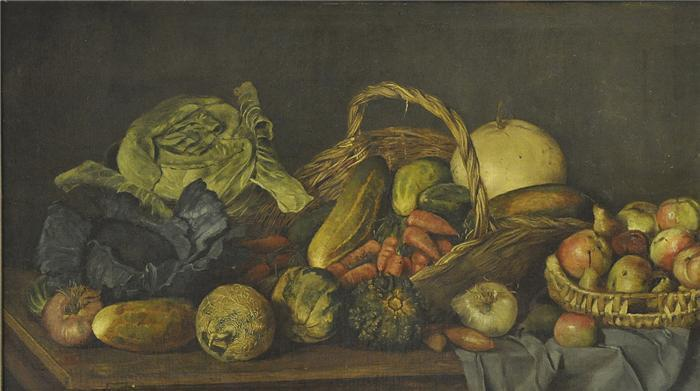
Üppiges Stillleben mit Gemüse
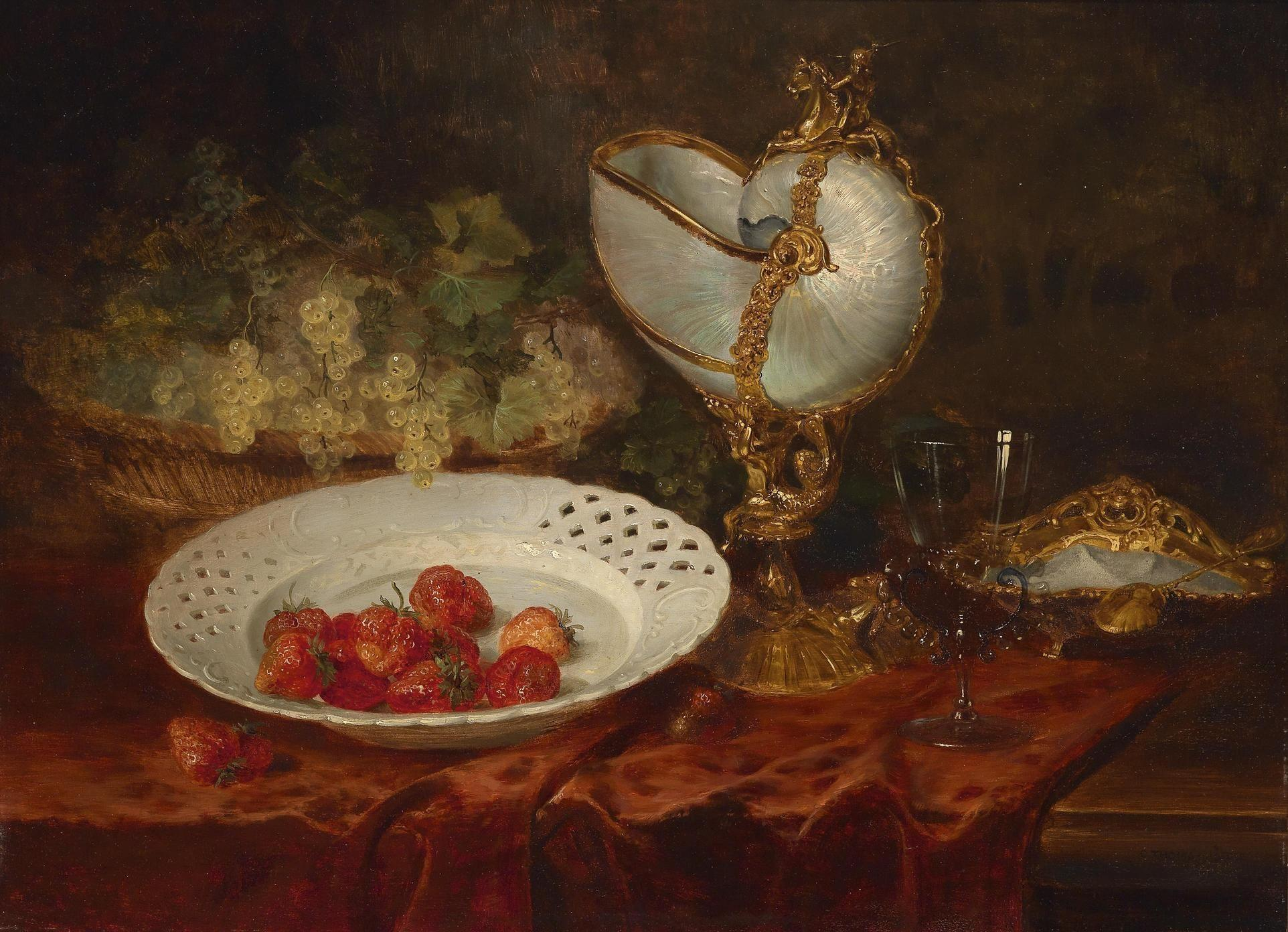
Stillleben mit Erdbeeren
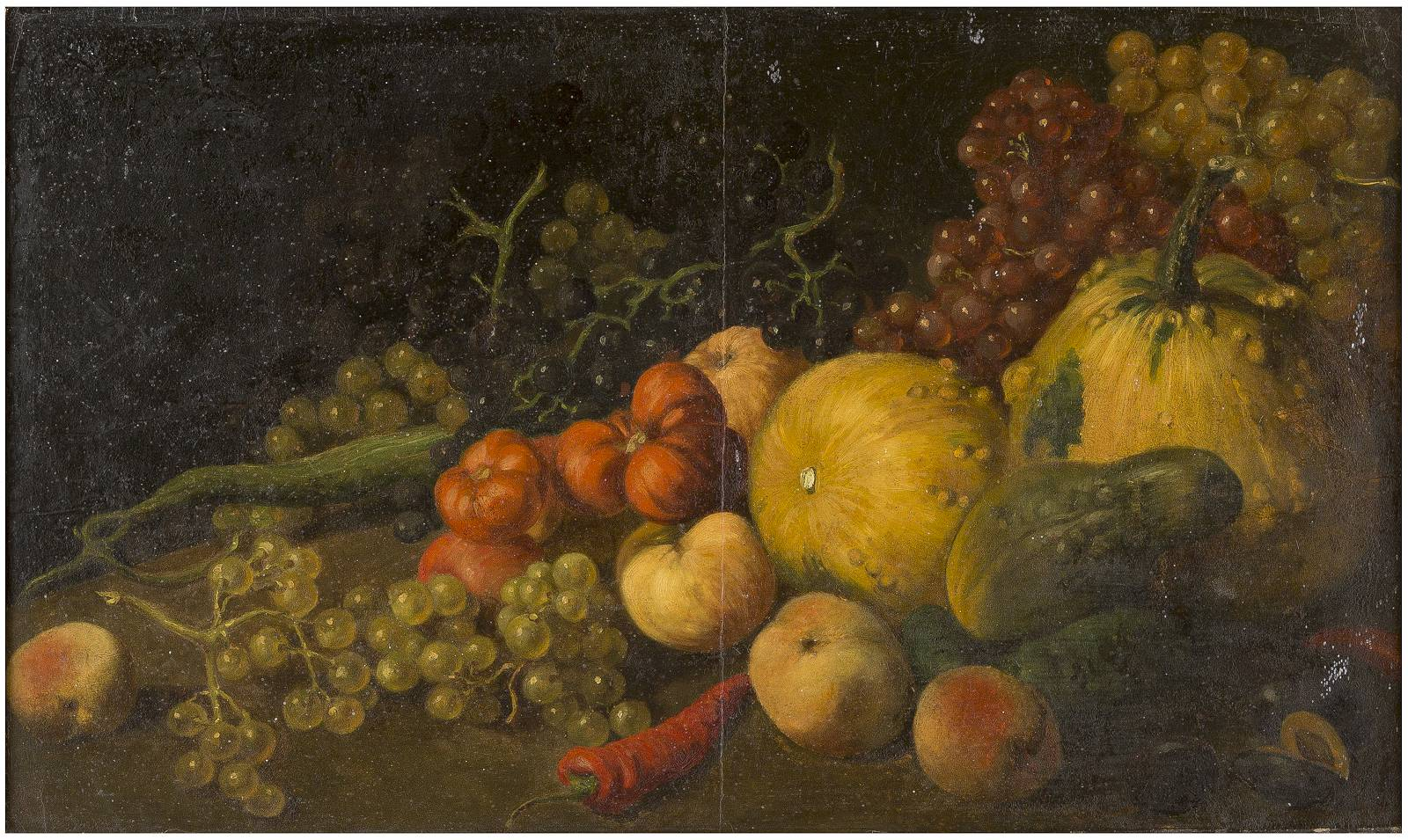
Stillleben mit Gemüse und Früchten